# Diplomatik
Die Diplomatik (Urkundenlehre; von altgriechisch δίπλωμα díplōma „Gefaltetes, zusammengelegtes Schreiben, Empfehlungsbrief, Geleitsbrief, Reisepass“, dieses zu διπλόος diplóos „zweifach, doppelt“ und verallgemeinert „zusammengesetzt“) ist eine der grundlegenden Disziplinen der historischen Hilfswissenschaften. Sie beschäftigt sich mit der Einteilung, den Merkmalen, der Ausstellung (beteiligte Personen, Geschäftsgang der Kanzleien, Hilfsmittel wie Formelbücher), der Überlieferung, der Echtheit und dem historischen Wert von Rechtsurkunden. Forschungsschwerpunkte deutschsprachiger Forscher waren zunächst vorwiegend die europäischen Urkunden des Mittelalters und der Frühen Neuzeit. Es gibt aber auch eine umfangreiche Forschung über tibetische, mongolische, osmanische oder arabische Urkunden. Die Wissenschaftler, die sich mit diesem Forschungsgebiet befassen, werden als Diplomatiker bezeichnet.

## Ursprung des Begriffs

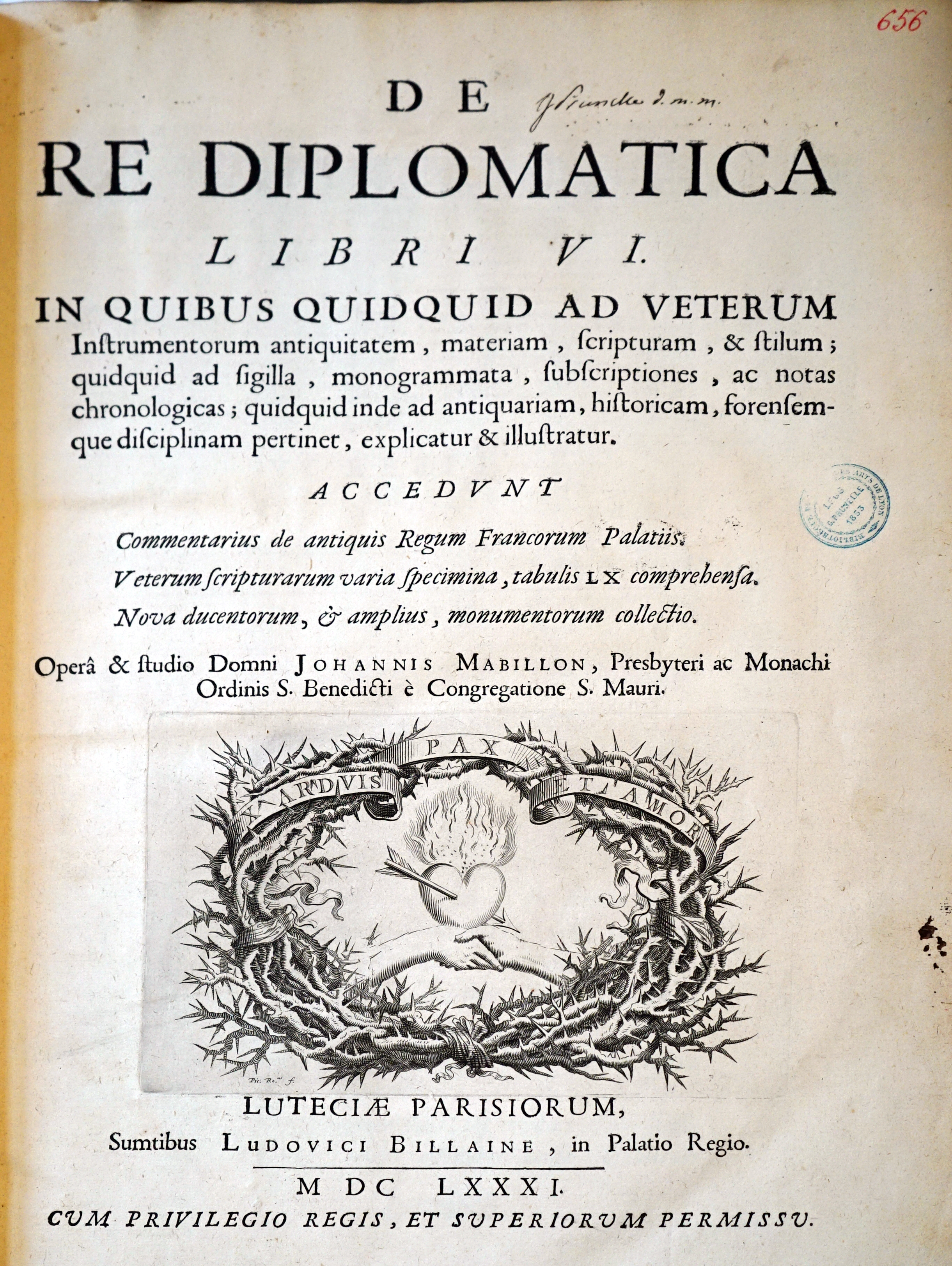
De re diplomatica...

Der Begriff „Diplomatik“ geht wohl auf die Schrift De re diplomatica (lateinisch ‚Über die Urkunden‘, Paris 1681) des Benediktiners Dom Jean Mabillon (1632–1707) zurück. Er war von seinem Orden beauftragt worden, eine Verteidigungsschrift zu erstellen, die die historisch begründeten Besitzansprüche gegen Angriffe des Jesuitenordens verteidigen sollte. Insbesondere sollte sie eine Antwort auf die Zweifel des belgischen Jesuiten Daniel Papebroek liefern, die dieser an der Echtheit der ältesten merowingischen Urkunden der Abtei Saint-Denis geäußert hatte. Mabillon entwickelte wissenschaftliche, also nachprüfbare Methoden zur Feststellung von Echtheit und Fälschung der fraglichen Urkunden und schuf damit die Grundlage der modernen Urkundenlehre.
Der Nachweis der Authentizität von Schriftstücken war zunächst der Hauptzweck der Diplomatik (lateinisch discrimen veri ac falsi ‚Unterscheidung des Wahren vom Falschen‘). Die Ganzfälschung oder die Veränderung von Urkunden, letztere durch Überschreiben (zum Beispiel Palimpsest), Ausradieren oder Hinzufügen (negative oder positive Interpolation), diente vor allem im Mittelalter dazu, nicht existierende Rechte zu begründen oder Rechte, die bisher nicht durch Urkunden dokumentiert waren, zu sichern. Die Zuordnung zu den historischen Hilfswissenschaften erfolgte erst im 19. Jahrhundert, da im Zentrum der Diplomatik somit zunächst die Bekämpfung von Fälschungen stand und sie eher als ein Teil der Rechtswissenschaft zu sehen war.
Bei der Untersuchung von Urkunden werden ihre paläographischen, sprachlichen und inhaltlichen Merkmale sowie ihre Überlieferung und Typologie ausgewertet.
Begründer der wissenschaftlichen Beschäftigung mit den Urkunden sind im deutschsprachigen Raum die österreichischen Benediktinermönche Bernhard Pez und Hieronymus Pez, der bayerische Benediktiner Karl Meichelbeck, der Schwabe Magnoald Ziegelbauer sowie Johann Heumann von Teutschenbrunn. Im Laufe des 19. Jahrhunderts wurde die Diplomatik in Deutschland sehr intensiv betrieben, weshalb manche deutsche Fachbegriffe auch internationale Bedeutung haben.
Kern der Spezialdiplomatik, wie sie Theodor von Sickel in der Mitte des 19. Jahrhunderts begründet hat, ist die Frage nach der Kanzleimäßigkeit einer einzelnen Urkunde. Der Urkundenforscher versucht, die inneren und äußeren Merkmale der Urkunde in anderen zeitgenössischen Urkunden wiederzufinden, um daraus auf die Praxis der Personengruppe zu schließen, die für einen Fürsten, Geistlichen oder eine Institution Urkunden erstellten („Kanzlei“). Im Zentrum der Untersuchung stehen dabei derjenige, der den Urkundentext entworfen hat (Diktator), und derjenige, der die Urkunde tatsächlich aufs Pergament geschrieben hat (Mundant).
Mit der Diplomatik verbundene Teilgebiete sind die Sphragistik oder Sigillographie (Siegelkunde), die Chronologie (Lehre von der Zeit) und die Heraldik (Wappenkunde).

## Urkundenkritik als Teildisziplin
Die Urkundenkritik ist die wichtigste Teildisziplin der Diplomatik. Ihre Funktion ist die Feststellung der quellenkundlichen Qualität einer Urkunde. Ziel ist die Feststellung der Aussagefähigkeit einer Urkunde. Grundlegende Methode ist dabei der Vergleich, wobei durch Untersuchung äußerer und innerer Merkmale Echtheit, Kanzleimäßigkeit und sonstige Besonderheiten einer Urkunde festgestellt werden, die für die historische Interpretation von Belang sein können.
Im Rahmen der Urkundenkritik werden äußere und innere Merkmale untersucht. Äußere Merkmale sind: Beschreibstoff, Format, Urkundenschrift/Schriftart, Siegel, Zeichen auf der Urkunde (z. B. Monogramm, Rekognitionszeichen, Rota, Chrismon), Faltung oder Verschluss und äußere Erhaltung.
Innere Merkmale sind: Urkundenformular (die formelhaften Bestandteile einer Urkunde), Diktat (die individuellen Formulierungen der Urkunde), rechtliche und sachliche Inhalte der Urkunde. Zur Gestaltung des Diktats gehört auch die Analyse rhythmischer Satzabschlüsse (cursus), die insbesondere in der Papstkanzlei als Methode zur Fälschungssicherung eingesetzt worden sind.
Mit Hilfe der Urkundenkritik konnten viele „Urkunden“, vor allem Urkunden des Mittelalters und der Frühen Neuzeit, mittlerweile als Urkundenfälschung identifiziert werden, so z. B. die berühmte Konstantinische Schenkung.
Deperdita entziehen sich der traditionellen Urkundenkritik, doch wird ihr Wert in der neueren Forschung betont, etwa hinsichtlich quellenarmer Zeit (wie dem Frühmittelalter), und sie werden in neueren Editionen auch berücksichtigt.